# Вичита
Вичита (енгл. Wichita) је највећи град у америчкој савезној држави Канзас. Лежи на реци Арканзас. Број становника по попису из 2020. године је 397.532.

## Демографија
По попису из 2010. године број становника је 382.368, што је 38.084 (11,1%) становника више него 2000. године.
|                   | 2010.            | 2000.            |
| Укупно            | 382 368 (100,0%) | 344 284 (100,0%) |
| Белци             | 246 744 (64,53%) | 246 924 (71,72%) |
| Хиспаноамериканци | 58 348 (15,26%)  | 33 112 (9,618%)  |
| Афроамериканци    | 43 807 (11,46%)  | 39 325 (11,42%)  |
| Азијати           | 18 466 (4,829%)  | 13 647 (3,964%)  |
| Остали            | 15 003 (3,924%)  | 11 276 (3,275%)  |

## Партнерски градови
- Орлеан
- Канкун
- Кајфенг
- Tlalnepantla
- Тлалнепантла де Бас
- Benito Juárez Municipality
- Тлалнепантла де Бас